# Raffaele Pio Petrilli
Raffaele Pio Petrilli (Napoli, 13 luglio 1892 – Roma, 14 novembre 1971) è stato un politico italiano.

## Biografia
Esponente della Democrazia Cristiana, fu membro dell'Assemblea Costituente, sottosegretario al Tesoro nei Governi De Gasperi II e III (dal 1946 al 1947) e poi membro della Camera dei deputati nelle prime due legislature repubblicane (dal 1948 al 1958). Nel 1950 divenne ministro nel governo De Gasperi VI; alla morte del Guardasigilli Grassi, fu delegato a seguire l'approvazione in Parlamento della legge recante le Norme sul funzionamento della Corte costituzionale.
Fu anche presidente del Consiglio di Stato.

## Uffici di governo
- Governo De Gasperi II: Sottosegretario al Tesoro dal 17 luglio 1946 al 2 febbraio 1947
- Governo De Gasperi III: Sottosegretario alle Finanze e al Tesoro (con delega al Tesoro) dal 6 febbraio al 21 maggio 1947
- Governo De Gasperi IV: Sottosegretario al Tesoro dal 23 giugno 1947 al 23 maggio 1948
- Governo De Gasperi VI: Ministro senza portafoglio dal 28 gennaio 1950 al 5 aprile 1951
- Governo De Gasperi VI: Ministro della Marina Mercantile dal 5 aprile al 26 luglio 1951